# ۸۱۰ (خورشیدی)
۸۱۰ هشتصد و دهمین سال هجری خورشیدی است.